# Ferros
Ferros este un oraș în Minas Gerais (MG), Brazilia.